# سیارک ۱۷۸۷۹
سیارک ۱۷۸۷۹ (به انگلیسی: 17879 Robutel، نامگذاری:1999BA14) هفده هزار و هشتصد و هفتاد و نهمین سیارک کشف شده‌است که در ۲۲ ژانویه ۱۹۹۹ کشف شد.
قدر مطلق سیارک برابر ۱۳.۵ است.